# Банный мост (Санкт-Петербург)
Ба́нный мост — автодорожный железобетонный консольно-балочный мост через реку Пряжку в Адмиралтейском районе Санкт-Петербурга, соединяет Матисов и Коломенский острова. 

## Расположение
Соединяет улицы Декабристов и Матисов переулок. Рядом с мостом, на углу с улицей Декабристов, расположен музей-квартира А. А. Блока (в этом доме поэт жил с 1912 года до своей смерти в 1921 году).
Выше по течению находится Матисов мост, ниже — Бердов мост.
Ближайшая станция метрополитена (2,2 км) — «Садовая».

## Название
Название моста известно с 1820 года и произошло от названия расположенного рядом здания Матисовых бань на Матисовом острове. Бани работали с середины XIX века до 1950-х годов, в 2005 году они были снесены под застройку. Мост также примечателен тем, что он ни разу не был переименован.
Поэт Александр Блок, живший в доме напротив моста, называл мост «Мостом Вздохов», в память о знаменитом венецианском мосте. Нередко на нём стояли поклонницы поэта и, вздыхая, смотрели на его окна.

## История
Первый деревянный мост на этом месте был построен в 1821 году. Мост неоднократно ремонтировался в дереве: в 1847, 1877 (уширен для прокладки линии конки), в 1893 и 1908 годах. В середине XX века мост был деревянным трёхпролётным на деревянных свайных опорах, с деревянными перилами.
Существующий мост был построен в 1963—1964 годах по проекту инженера Ю. Л. Юркова и архитектора Л. А. Носкова. Строительство осуществляло СУ—2 треста «Ленмостострой» под руководством инженера В. А. Мандорова.

## Конструкция
Мост однопролётный железобетонный, консольно-балочной системы. Пролётное строение состоит из двух консолей из предварительно напряжённого железобетона. Устои массивные железобетонные на свайном основании, облицованы гранитом. Общая длина моста составляет 39 м, ширина — 15,3 м.
Мост предназначен для движения автотранспорта и пешеходов. Проезжая часть моста включает в себя 2 полосы для движения автотранспорта. Покрытие проезжей части и тротуаров — асфальтобетон. Тротуары на мосту устроены в повышенном уровне. Ограждения тротуаров от проезжей части отсутствуют. Перильное ограждение на мосту из чугунных звеньев без тумб с рисунком «бегущих» стоек. На устоях установлены гранитные тумбы.